# Gary Ball
Pour les articles homonymes, voir Ball.
Gary Ian Ball est un alpiniste néo-zélandais mort en montagne en 1993. Il a fait l'ascension de l'Everest à deux reprises, en 1990 et en 1992,.

## Ascensions
Gary Ball est guide pour la Division antarctique de la Nouvelle-Zélande, instructeur en entraînement à la survie à la base Scott de 1976 à 1977 et guide dans le nord de la terre Victoria pour l'expédition GANOVEX en 1979-1980.
Il gravit l'Aoraki/Mont Cook à vingt-six reprises, un record à cette époque.
En 1989, Gary Ball tente vainement l'ascension de l'Everest. L'année suivante, il atteint son sommet en compagnie de Peter Hillary et de Rob Hall. Depuis le sommet, ils appellent une chaîne de télévision néo-zélandaise pour une conversation à l'antenne aux heures de grande écoute. À leur retour en Nouvelle-Zélande, ils participent à des défilés et obtiennent le soutien de plusieurs sociétés pour effectuer de nouvelles ascensions. Avec Hall, Ball a gravi les sept sommets en sept mois en 1990.
Ball et Hall fondent Adventure Consultants en 1991 et figurent parmi ceux qui « ont été les pionniers des visites guidées du mont Everest ».
« Hall et Ball », comme ils étaient souvent appelés, ont gravi ensemble seize montagnes et étaient célèbres en Nouvelle-Zélande pour leurs exploits en alpinisme.

## Mort

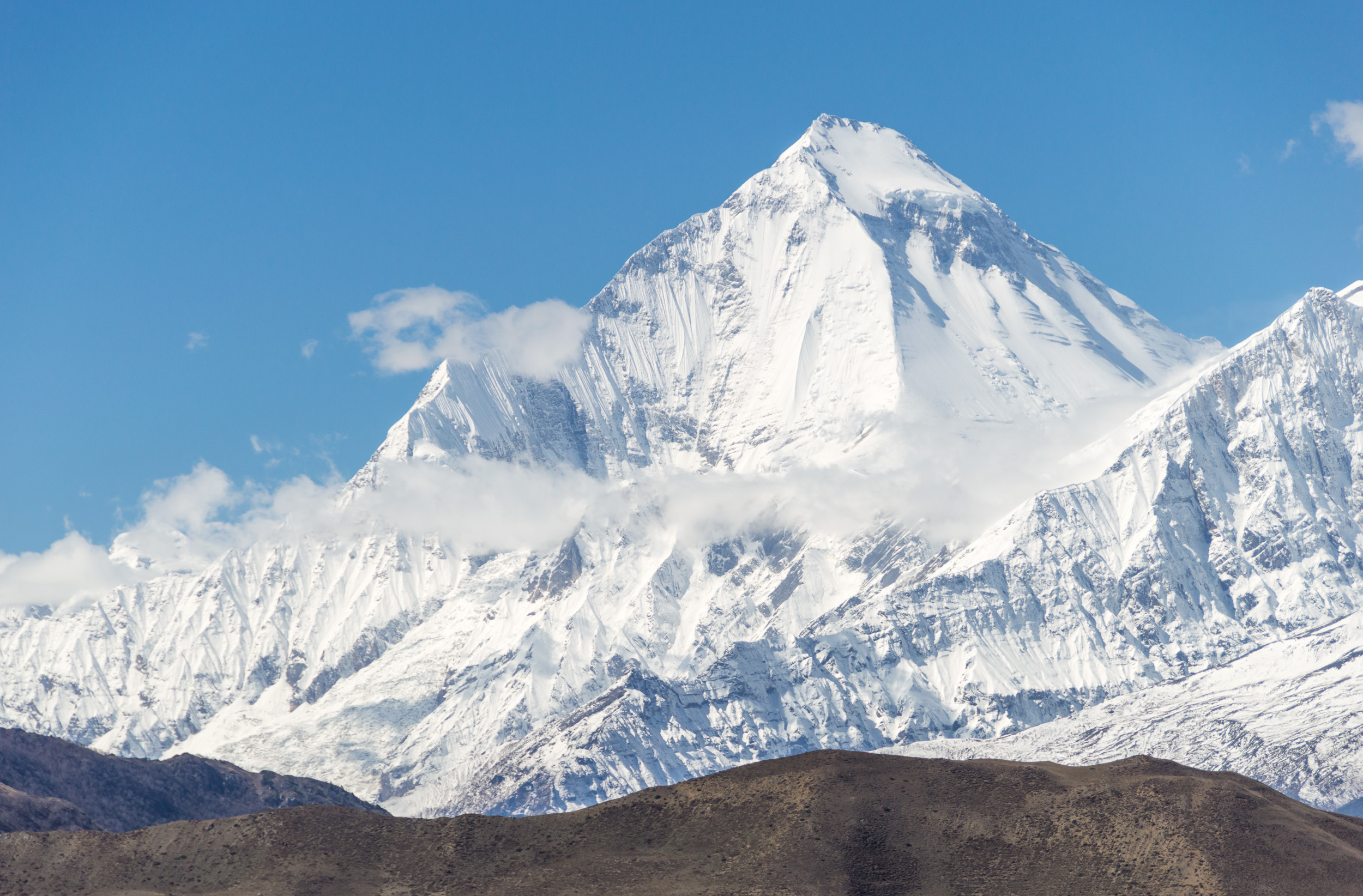
Dhaulagiri.

Gary Ball meurt en octobre 1993 après avoir contracté un œdème pulmonaire de haute altitude (OPHA) alors qu'il gravit avec Hall le Dhaulagiri, une montagne de l'Himalaya,. Respectant le pacte qu'ils avaient conclu selon lequel si l'un d'entre eux mourait dans les montagnes, l'autre l'enterrerait sur les lieux mêmes, Hall enterre le corps de Ball dans une crevasse du glacier.
Son corps est retrouvé dix ans plus tard, en novembre 2003, par des écologistes français qui nettoyaient le camp de base. Les membres de sa famille planifient alors une expédition afin de réinhumer le corps. Kevin Ball, frère de Gary, et son expédition, organisée par Wilderness Experience, partent pour Katmandou le 17 avril 2004 pour un trekking de vingt jours pour cette mission.

## Honneurs
En 1990, Ball a reçu la New Zealand 1990 Commemoration Medal.

## Postérité
Le glacier Ball est un glacier de 13 km de long situé en terre Victoria, Antarctique, qui a été dénommé du nom de Gary Ball par l'Institut géographique de Nouvelle-Zélande pour l'honorer. Gary Ball a gravi le mont Lister avec une équipe italienne en 1976-1977 et a campé sur le glacier. De 1980 à 1981, il a été assistant sur le terrain dans cette région auprès du Programme de recherche antarctique néo-zélandais dirigé par RH Findlay.
Le pic Ball est une montagne dénommée par l'Institut géographique de Nouvelle-Zélande d'après Ball, qui était guide de terrain de la Division antarctique de la Nouvelle-Zélande et instructeur en entraînement à la survie à la base Scott de 1976 à 1977 et fut également guide dans le nord de la terre Victoria pour l'expédition German Antarctic North Victoria Land Expéditions (GANOVEX) (en) de 1979-1980.
Le sommet culmine à 1 700 m et se situe à la tête du glacier Loftus (en) dans la chaîne Asgard (en), dans la terre Victoria, en Antarctique. Il se trouve à proximité du mont Hall (en) et du pic Harris (en), auxquels cette dénomination est associée.